# Acronicta aceris

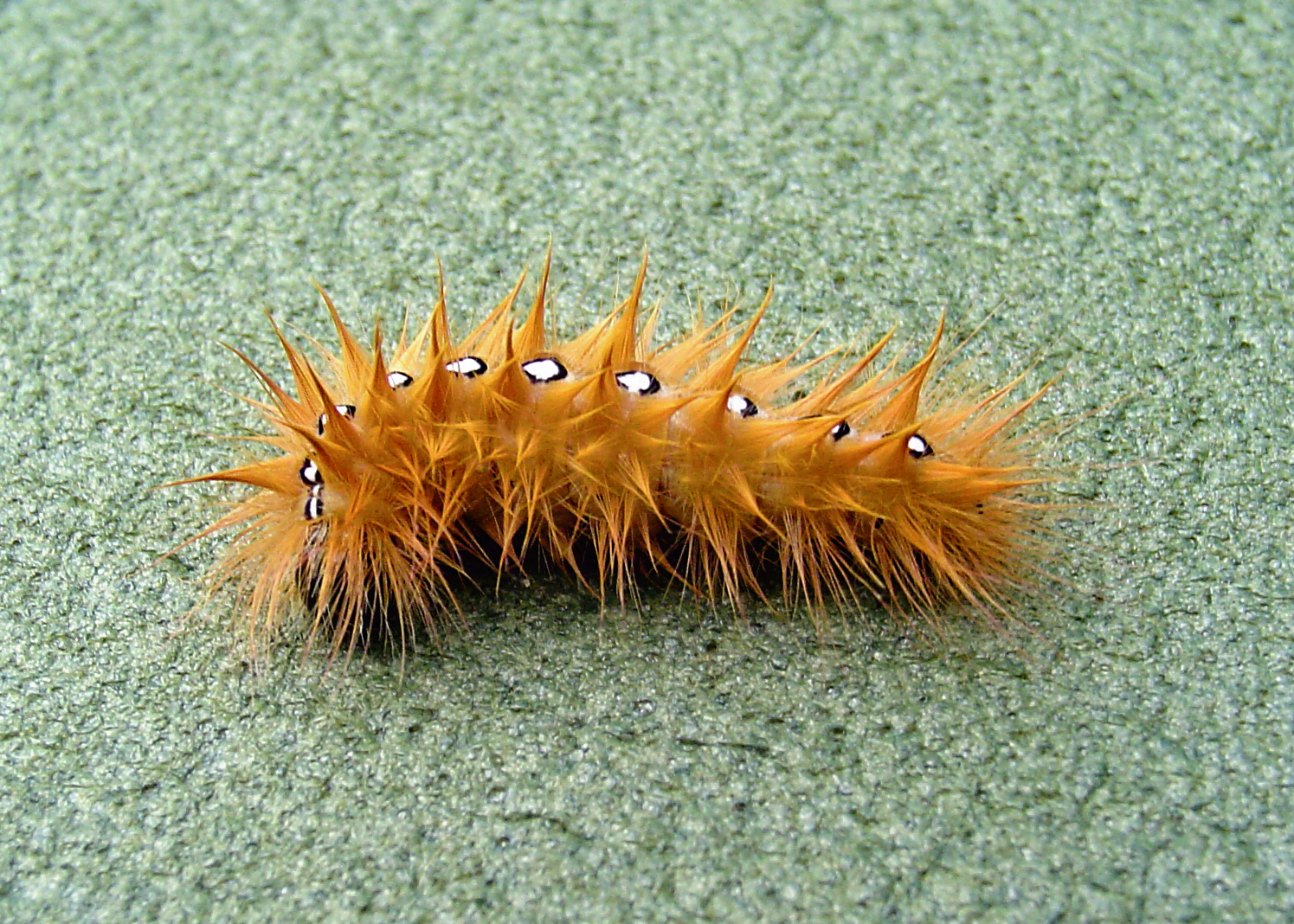
Sâu bướm của Acronicta aceris

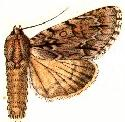
A. a. taurica

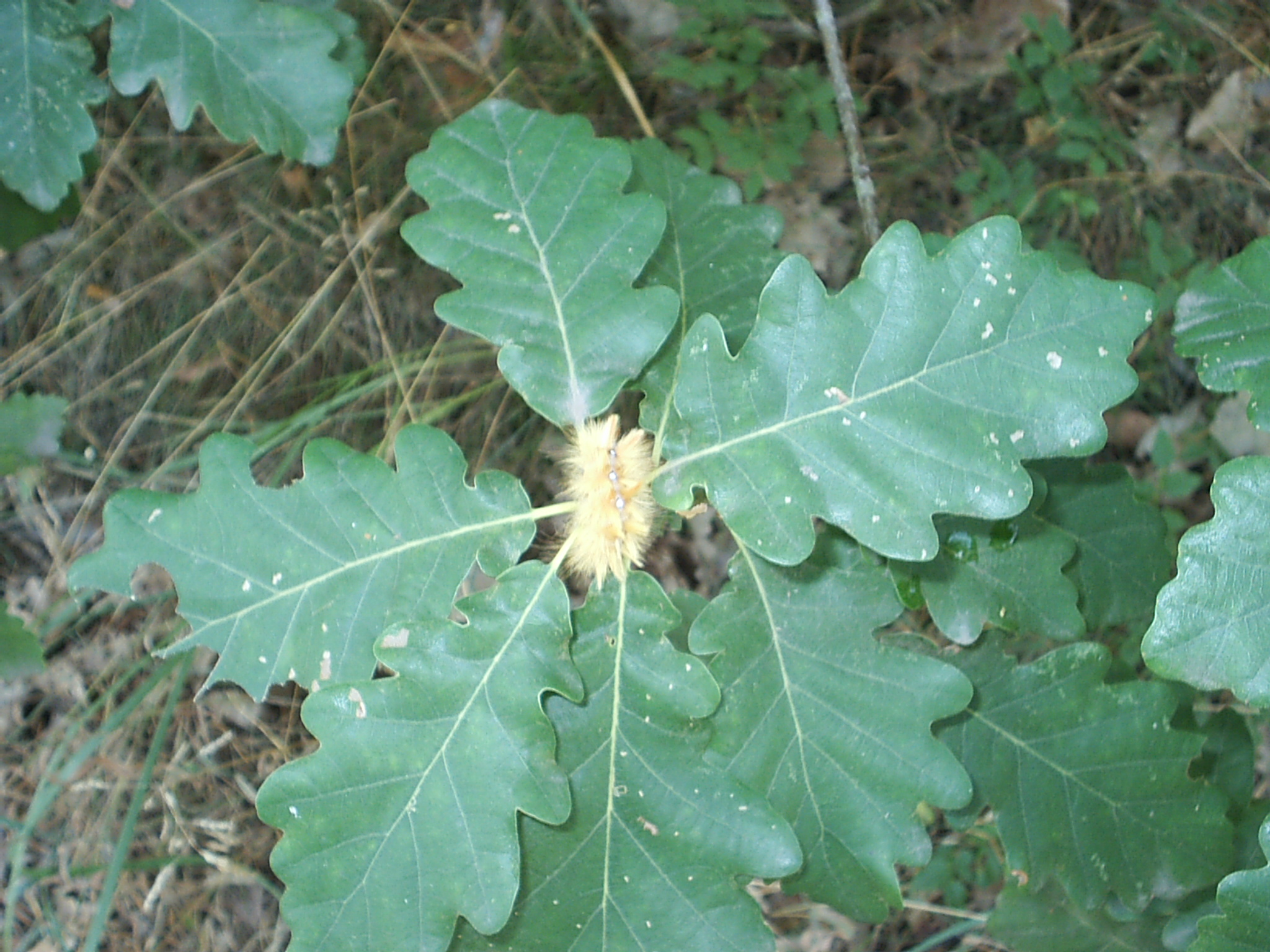
Sâu bướm trên lá cây sồi

Acronicta aceris (tên tiếng Anh: sycamore) là một loài bướm đêm thuộc họ Noctuidae. Chúng phân bố ở hầu hết châu Âu, từ miền trunuwiocws Anh phía nam đến Maroc. Về phía đông chúng có ở Cận Đông và Trung Đông tới Tây Á.
1. ^ Mùa bướm bay ở đây là ở Quần đảo Anh. Ở các khu vực phân bố khác có thể khác.

## Hình ảnh

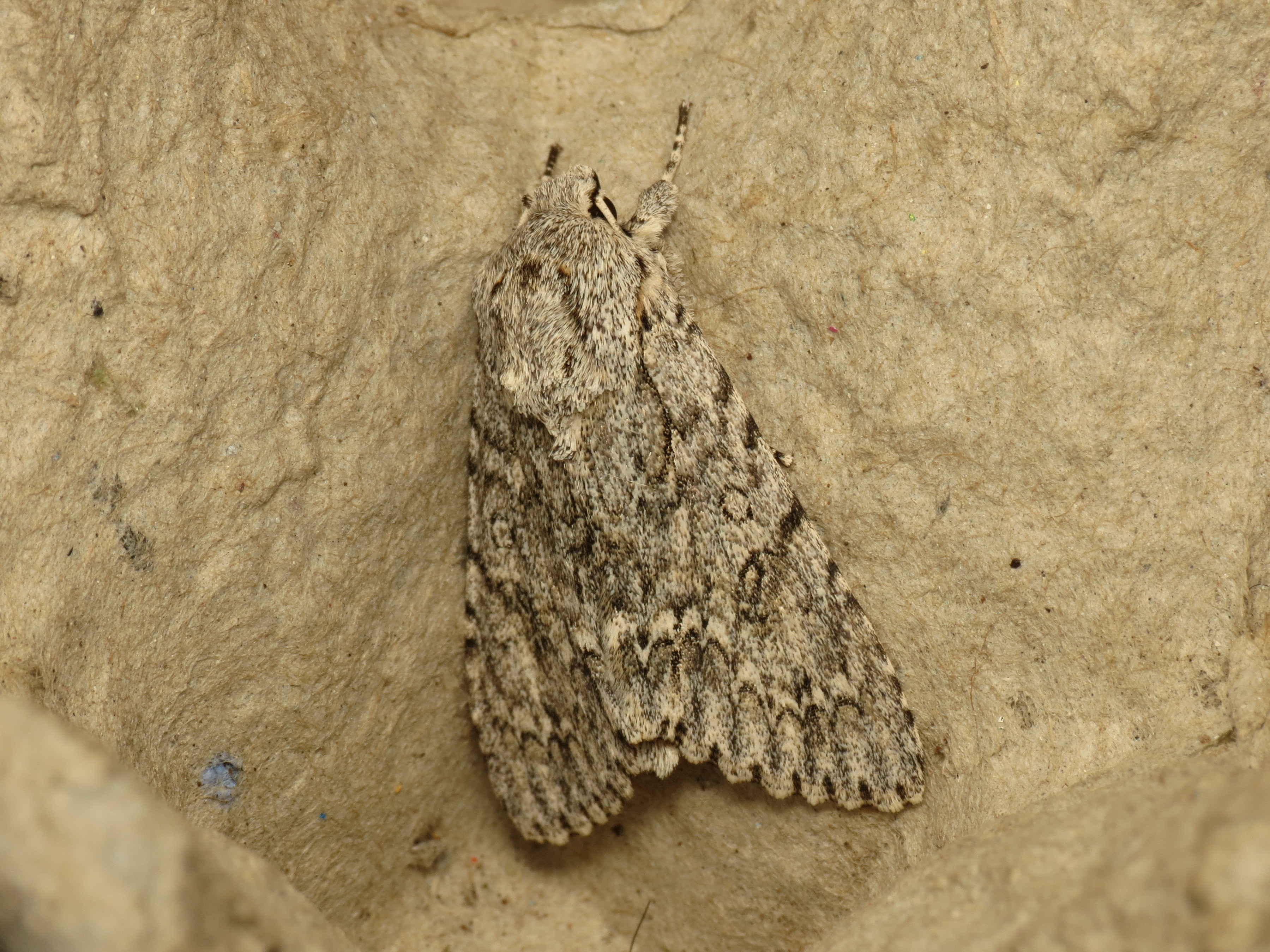
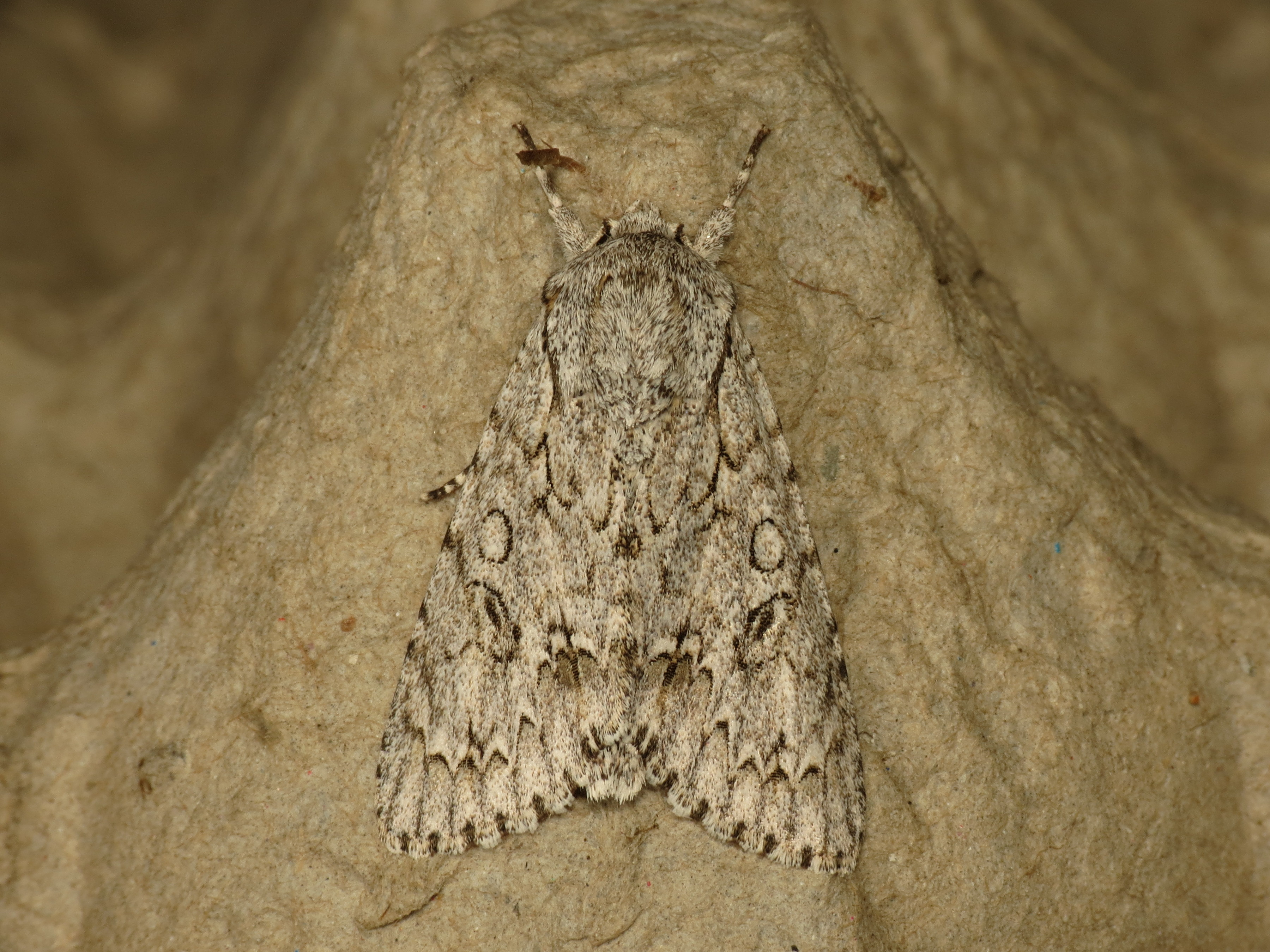
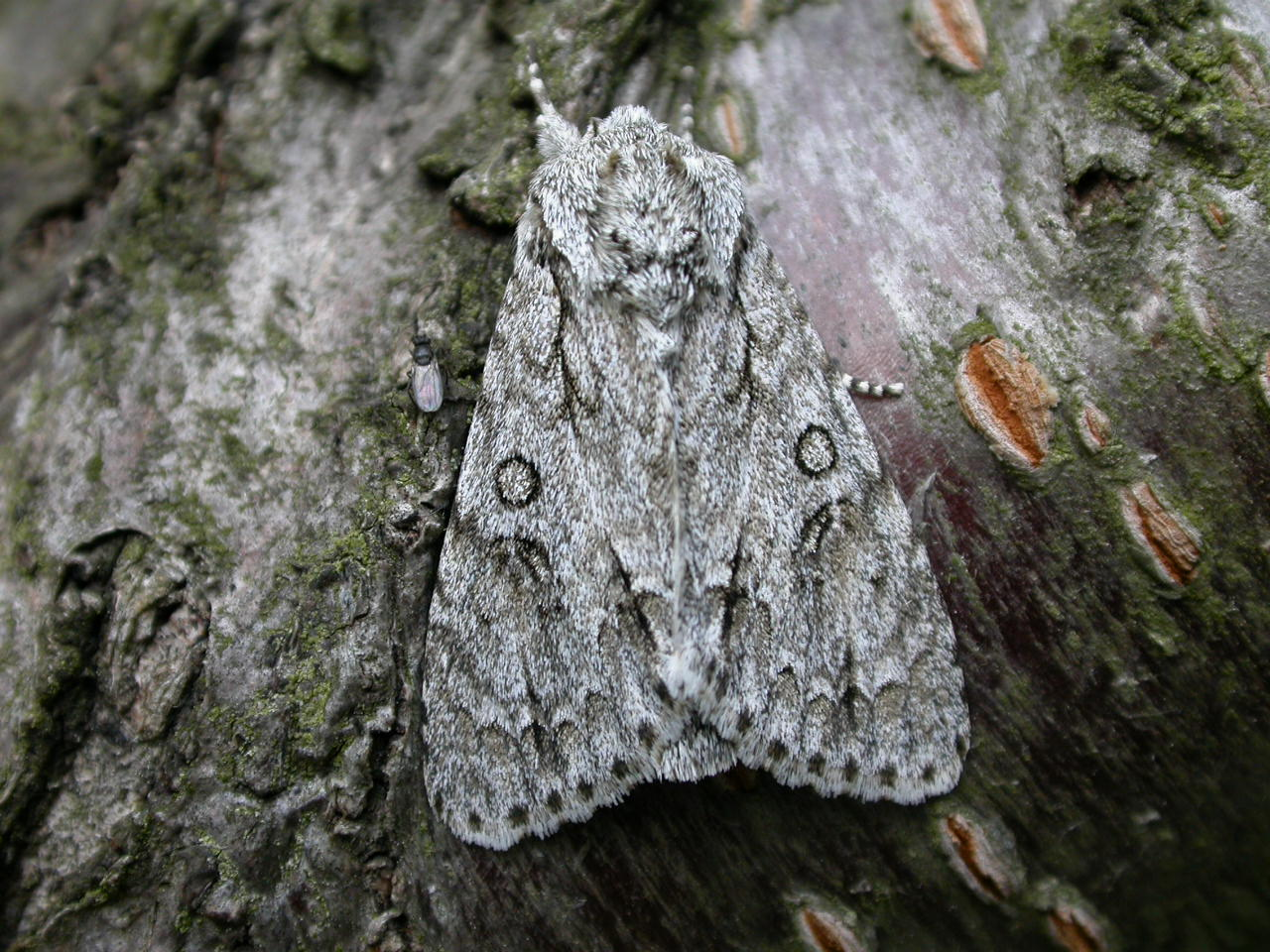
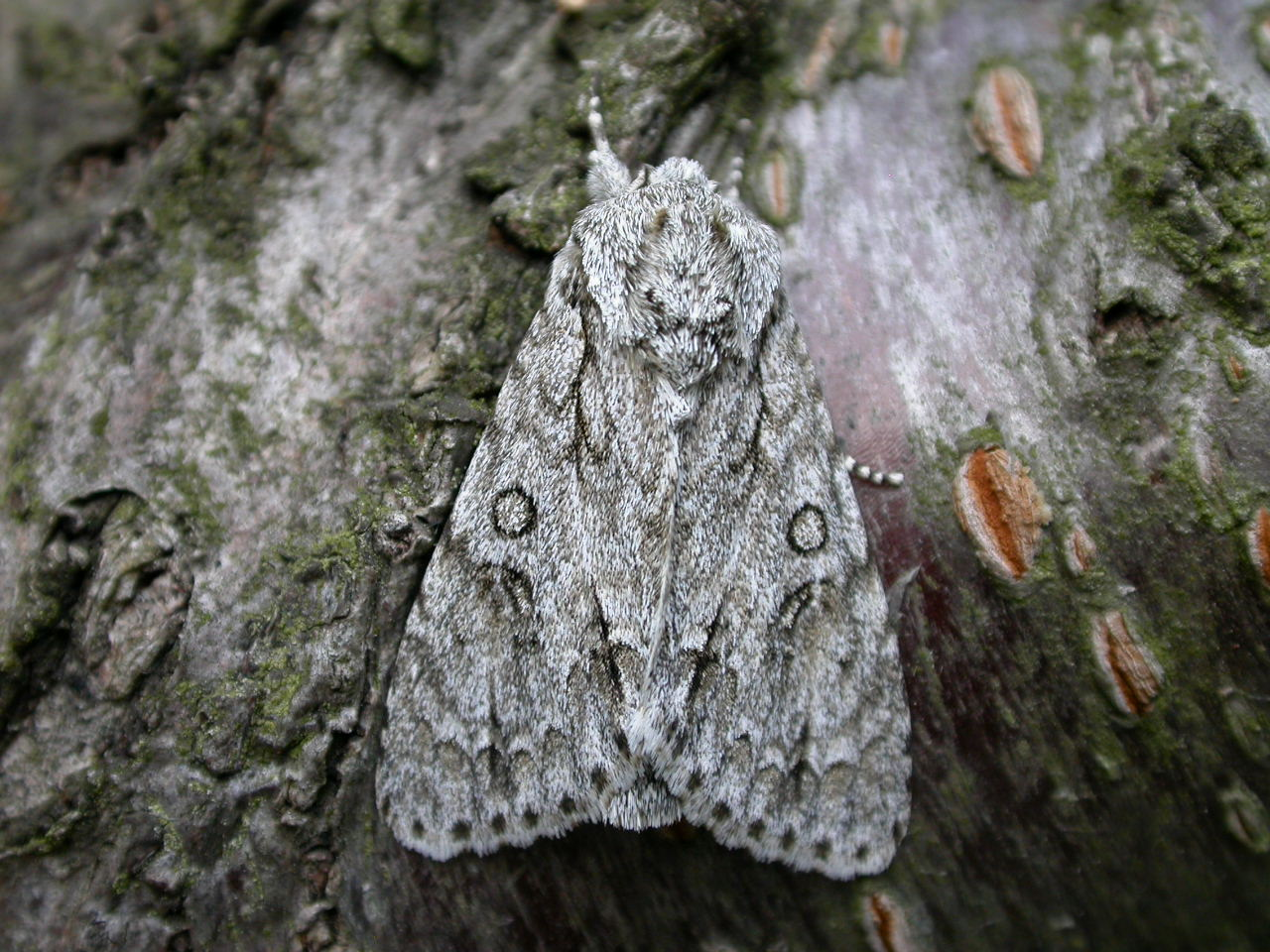

## Phân loài
- A. a. aceris - Europe
- A. a. taurica - Cộng hòa Síp
- A. a. judaea - Levant